# Entesa Centrista (Polònia)
Entesa Centrista (polonès Porozumienie Centrum, PC) fou un partit polític polonès de tendència centrista i democristiana, oposat al socialisme i fortament anticomunista, creat el 1990 després del trencament de Solidarność. El seu líder era Jarosław Kaczyński. A les eleccions parlamentàries poloneses de 1991 va promoure l'Aliança Cïvica de Centre (Porozumienie Obywatelskie Centrum) amb el Comitè de Ciutadans (Komitety Obywatelskie) i altres grups, que va obtenir 977.344 vots (el 8,71% dels vots) i 44 diputats, de tal manera que un dels seus líders, Jan Olszewski, fou primer ministre de Polònia entre desembre de 1991 i juny de 1992. A les eleccions parlamentàries poloneses de 1993 va obtenir 609.973 vots (el 4,22%), insuficients per assolir representació parlamentària. El 1997 es va integrar en l'Aliança Democràtica de la Dreta (AWS) i el 2001 Lech i	Jarosław Kaczyński fundaren Dret i Justícia.

## Resultats electorals

### Sejm
| Any  | Vots    | %         | Escons  | Govern            |
| ---- | ------- | --------- | ------- | ----------------- |
| 1993 | 609,973 | 4.42 (#9) | 0 / 460 | Extraparlamentari |

### Senat
| Any  | Vots    | %          | Escons  |
| ---- | ------- | ---------- | ------- |
| 1993 | 607,624 | 2.23 (#11) | 1 / 460 |